# Mirto Lisandro Viale
Mirto Lisandro Viale, conocido como Lisandro Viale o Gringo (Peyrano, Santa Fe, Argentina, 26 de agosto de 1927-26 de octubre de 2003) fue un político argentino, diputado provincial y ciudadano ilustre de la ciudad de Rosario.
Se graduó de bachiller en el Liceo Avellaneda y obtuvo el título de procurador nacional en la Facultad de Derecho de la Universidad Nacional del Litoral.
Su primera afiliación política fue en la Unión Cívica Radical, militando en la Corriente Intransigente de dicha fuerza política. Posteriormente adhiere a la UCRI, luego del Congreso de Tucumán de 1957 en el que se divide la UCR.
Fue elegido diputado provincial en 1958, renunciando en 1959 al bloque oficialista, disconforme con el gobierno nacional encabezado por el Arturo Frondizi.
En 1961 participa en Santa Fe de la fundación del Partido del Trabajo y el Progreso, a fin de participar en las elecciones de ese año y en los años posteriores tuvo una activa participación en el Movimiento de Solidaridad con Cuba.
Desempeñó un rol fundamental en la organización del Partido Intransigente, siendo candidato a vicepresidente de la Nación en 1983 y luego asesor en la Cámara de Diputados de la Nación, en el bloque de dicho partido.
Luego participa de la creación del FRALPI y es candidato a gobernador de la provincia y a diputado provincial por el Frente Grande. Su última candidatura fue a senador nacional por la alianza PSA-ARI.
Su sobrino Lisandro Alfredo Viale es un Diputado Provincial y Presidente del Partido Socialista de Entre Ríos.

## Ciudadano Ilustre
El Concejo Municipal de Rosario declaró en 2005 ciudadano ilustre post mortem de Rosario a Viale en un acto colmado de público y musicalizado por Carlos Pino.
El reconocimiento se fundó "en el ejemplo de conducta política y honestidad republicana" y por "su destacada trayectoria en la defensa de los derechos humanos". 
Del acto de anoche participaron, entre varios funcionarios, los ministros santafesinos Roberto Rosúa y Juan Sylvestre Begnis, el embajador de Cuba, el diputado nacional Eduardo Malacuse y el exlíder del ERP Enrique Gorriarán Merlo.